# Lepus sinensis
Lepus sinensis (Заєць китайський) — вид ссавців ряду Зайцеподібні.

## Поширення
Країни проживання: Китай (Аньхой, Фуцзянь, Гуандун, Гуансі, Гуйчжоу, Хунань, Цзянсу, Цзянсі, Чжецзян), Тайвань, В'єтнам. Вид можна знайти на висотах до 4000-5000 м. Населяє горбисті простори з мозаїкою луків і чагарникової рослинності.

## Поведінка
Веде нічний спосіб життя, але іноді активний і у світлий час доби. Не копає власних нір, але використовує нори інших тварин.

## Живлення
Раціон становлять листяні рослини, зелені пагони і гілки.

## Розмноження
Сезон розмноження триває з квітня по серпень з середнім розміром приплоду троє дитинчат.

## Морфологічні ознаки
Голова і тіло довжиною 35-45 см, довжина хвоста від 4 до 5,7 см, вага від 1025 до 1940 грамів, задні ступні мають довжину 81-111 мм, вуха довжиною 60-82 мм. Шерсть коротка, жорстка, забарвлення складається з безлічі відтінків від коричнево-каштанового до червонувато-коричневого кольору і сильно варіює. Нижня сторона тіла світліша. Чорний, трикутний малюнок розташований на кінчиках вух. 2n = 48 хромосом.